# Fosfon D
Fosfon D – organiczny związek chemiczny, fitotoksyna działająca (w zależności od dawki) jako defoliant, desykant, herbicyd lub retardant wzrostu roślin.
Fosfon D stosowany jest w formie roztworów wodnych do opryskiwania.